# Kanton Ahun
Der Kanton Ahun (okzitanisch Canton Aiun) ist seit 1790 ein französischer Wahlkreis im Département Creuse in der Region Nouvelle-Aquitaine; sein Hauptort ist Ahun.

## Lage
Der Kanton liegt im Zentrum des Départements Creuse nordwestlich von Aubusson.

## Geschichte
Der Kanton entstand am 15. Februar 1790. Von 1801 bis 2015 gehörten elf Gemeinden zum Kanton Ahun. Mit der Neuordnung der Kantone in Frankreich wechselten drei der bisherigen Gemeinden zu anderen Kantonen. Gleichzeitig kamen zehn der elf Gemeinden des Kantons Saint-Sulpice-les-Champs und neun der zehn Gemeinden aus dem Kanton Pontarion hinzu.

## Gemeinden
Der Kanton besteht aus 27 Gemeinden mit insgesamt 6959 Einwohnern (Stand: 1. Januar 2022) auf einer Gesamtfläche von 423,88 km²:
| Gemeinde                  | Einwohner 1. Januar 2022 | Fläche km² | Dichte Einw./km² | Code INSEE | Postleitzahl |
| ------------------------- | ------------------------ | ---------- | ---------------- | ---------- | ------------ |
| Ahun                      | 1.442                    | 33,74      | 43               | 23001      | 23150        |
| Ars                       | 236                      | 21,69      | 11               | 23007      | 23480        |
| Banize                    | 181                      | 15,24      | 12               | 23016      | 23120        |
| Chamberaud                | 97                       | 7,44       | 13               | 23043      | 23480        |
| Chavanat                  | 138                      | 12,73      | 11               | 23060      | 23250        |
| Fransèches                | 241                      | 18,29      | 13               | 23086      | 23480        |
| Janaillat                 | 319                      | 28,29      | 11               | 23099      | 23250        |
| La Chapelle-Saint-Martial | 77                       | 10,12      | 8                | 23051      | 23250        |
| La Pouge                  | 96                       | 7,58       | 13               | 23157      | 23250        |
| Le Donzeil                | 188                      | 13,54      | 14               | 23074      | 23480        |
| Lépinas                   | 136                      | 14,80      | 9                | 23107      | 23150        |
| Maisonnisses              | 175                      | 11,12      | 16               | 23118      | 23150        |
| Mazeirat                  | 123                      | 7,80       | 16               | 23128      | 23150        |
| Moutier-d’Ahun            | 161                      | 9,91       | 16               | 23138      | 23150        |
| Peyrabout                 | 151                      | 8,91       | 17               | 23150      | 23000        |
| Pontarion                 | 359                      | 5,25       | 68               | 23155      | 23250        |
| Saint-Avit-le-Pauvre      | 88                       | 4,99       | 18               | 23183      | 23480        |
| Saint-Georges-la-Pouge    | 361                      | 24,09      | 15               | 23197      | 23250        |
| Saint-Hilaire-la-Plaine   | 211                      | 11,06      | 19               | 23201      | 23150        |
| Saint-Hilaire-le-Château  | 225                      | 19,59      | 11               | 23202      | 23250        |
| Saint-Martial-le-Mont     | 264                      | 10,25      | 26               | 23214      | 23150        |
| Saint-Michel-de-Veisse    | 166                      | 15,57      | 11               | 23222      | 23480        |
| Saint-Yrieix-les-Bois     | 281                      | 15,70      | 18               | 23250      | 23150        |
| Sardent                   | 758                      | 41,11      | 18               | 23168      | 23250        |
| Sous-Parsat               | 114                      | 9,14       | 12               | 23175      | 23150        |
| Thauron                   | 170                      | 22,34      | 8                | 23253      | 23250        |
| Vidaillat                 | 201                      | 23,59      | 9                | 23260      | 23250        |
| Kanton Ahun               | 6.959                    | 423,88     | 16               | 2301       | –            |

Bis zur landesweiten Neuordnung der französischen Kantone im März 2015 gehörten zum Kanton Ahun die elf Gemeinden Ahun, Cressat, Lépinas, Maisonnisses, Mazeirat, Moutier-d’Ahun, Peyrabout, Pionnat, Saint-Hilaire-la-Plaine, Saint-Yrieix-les-Bois und Vigeville. Sein Zuschnitt entsprach einer Fläche von 194,76 km2.

### Bevölkerungsentwicklung des alten Kantons bis 2012
| 1962 | 1968 | 1975 | 1982 | 1990 | 1999 | 2006 | 2012 |
| ---- | ---- | ---- | ---- | ---- | ---- | ---- | ---- |
| 5498 | 5145 | 4807 | 4587 | 4353 | 4342 | 4411 | 4309 |

## Politik
Bei der Stichwahl am 29. März 2015 gewann das Gespann Catherine Defemme/Thierry Gaillard (UMP) gegen Céline Fouchet/Jacquy Guillon (PS) und Jean-Marie Berthe/Diane De La Chapelle (FN) mit einem Stimmenanteil von 43,82 % (Wahlbeteiligung:63,35 %).
| Vertreter im conseil général des Départements | Vertreter im conseil général des Départements | Vertreter im conseil général des Départements |
| Amtszeit                                      | Name                                          | Partei                                        |
| --------------------------------------------- | --------------------------------------------- | --------------------------------------------- |
| 1979–1989                                     | Jean-Claude Pasty                             | RPR                                           |
| 1989–2015                                     | Jean Auclair                                  | RPR, später UMP                               |
| 2015–                                         | Catherine Defemme Thierry Gaillard            | UMP/LR                                        |